# Zonitoschema capensis
Zonitoschema capensis là một loài bọ cánh cứng trong họ Meloidae. Loài này được Kaszab miêu tả khoa học năm 1961.